# Eurhodope rosella
Eurhodope rosella là một loài bướm đêm thuộc họ Pyralidae. Nó được tìm thấy ở miền nam và Trung Âu.
Sải cánh dài 15–20 mm.
Ấu trùng ăn Scabiosa columbaria.